# Vittoria (azienda)
Vittoria SpA è un'azienda italiana produttrice di pneumatici e ruote per biciclette fondata nel 1953
 a Madone. La società ha più di 1.300 dipendenti in tutto il mondo. L'azienda possiede oltre alla sede in Italia, altri stabilimenti a Oklahoma City e Salem negli USA, a Bangkok in Thailandia, a Hong Kong e in Taiwan.
Nel luglio 2020 Vittoria è tornata ad essere italiana con l'ingresso del fondo milanese Wise Equity e con lo spostamento della sede centrale da Bangkok a Brembate. Nel 2021 l'azienda ha acquisito l'olandese A.Dugast, specializzata in pneumatici per ciclismo d'alta gamma  .